# مارلو باتوم
مارلو باتوم (به انگلیسی: Marlow Bottom) یک روستا و محله مدنی در بریتانیا است که در ویکمب واقع شده‌است. مارلو باتوم ۳٬۲۹۵ نفر جمعیت دارد.